# Teodora Krajewska

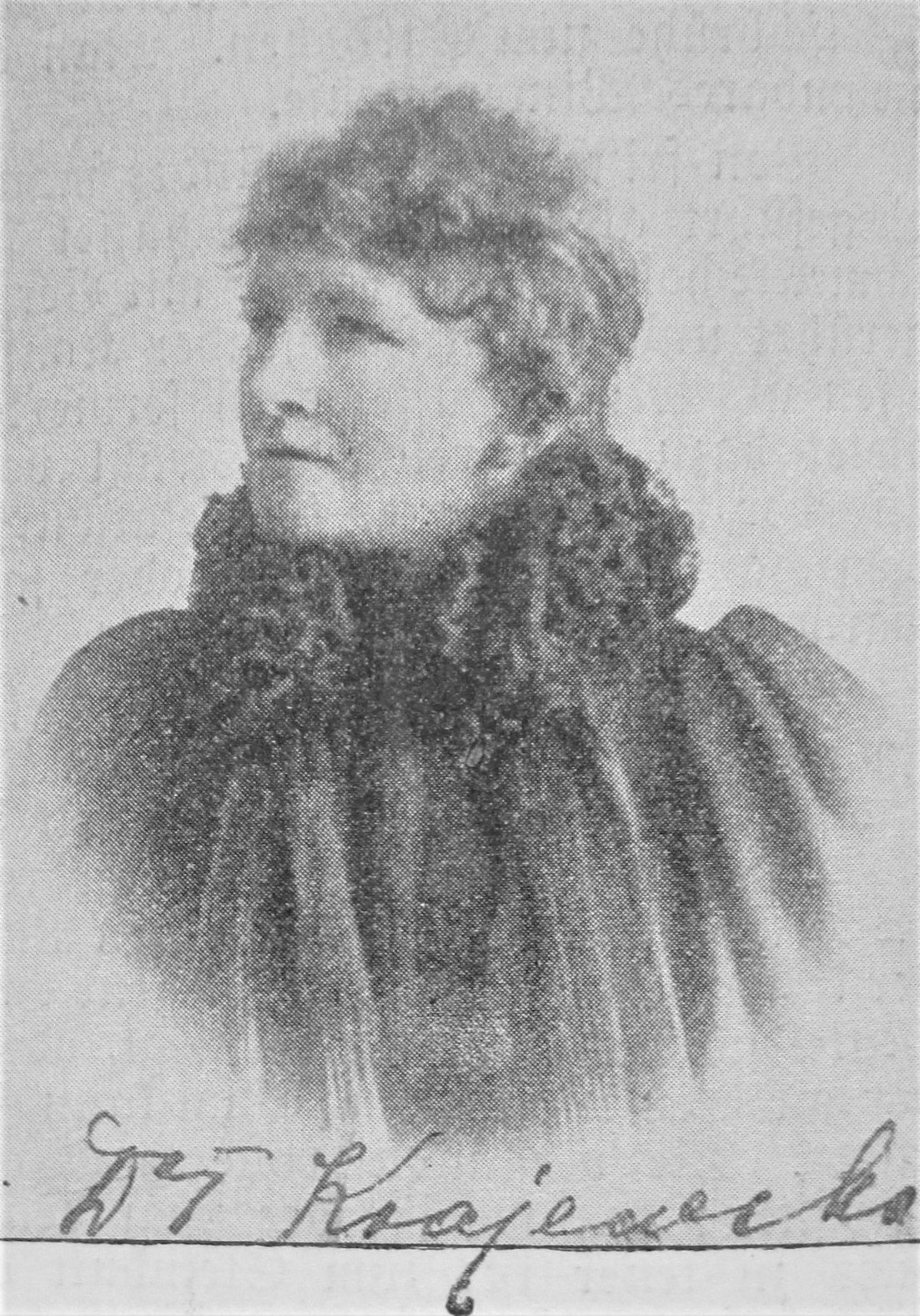
Teodora Krajewska

Teodora Theophila Krajewska z domu Kosmowska (ur. 1854 w Warszawie, zm. 5 września 1935 tamże) – polska lekarka i nauczycielka.
W młodości Teodora Krajewska pracowała w szkołach i pisała powieści. W 1883 przeniosła się do Szwajcarii, gdzie zaczęła studiować medycynę. W 1892 została zatrudniona przez władze Austro-Węgier do pracy w publicznej służbie zdrowia w Bośni i Hercegowinie. Jako jedna z pierwszych kobiet, zarówno w Bośni i Hercegowinie jak i w całych Austro-Węgrzech, Krajewska leczyła głównie bośniackie muzułmanki, które uznawała za szczególnie podatne na niektóre problemy zdrowotne. Krajewska opisywała szczegółowo sytuację tamtejszych kobiet i muzułmańskie zwyczaje. Jej notatki, opublikowane w 1989, ukazywały jej protekcjonalne podejście do muzułmanów, które było wówczas powszechne. Krajewska pozostała w Bośni po rozpadzie Austro-Węgier, ale utrata wzroku zmusiła ją do odejścia na emeryturę w 1922. W 1928 wróciła do Warszawy, gdzie zmarła.

## Życiorys

### Rodzina i wykształcenie
Teodora Krajewska urodziła się w Warszawie w rodzinie inteligenckiej. Jej ojciec Ignacy pracował w szkole, a matka Seweryna (z domu Główczyńska) wychowywała dzieci – osiem córek (siostrami Teodory Krajewskiej były: aktorka Ada Kosmowska, dentystka Zofia de Beaurain oraz magister farmacji Janina Jastrzębska). Po ukończeniu prestiżowego II Gimnazjum Żeńskiego w Warszawie Krajewska zdała egzamin nauczycielski i zaczęła uczyć arytmetyki w gimnazjum. Odeszła z pracy w 1876 po wyjściu za mąż za Ignacego Krajewskiego, profesora filologii klasycznej. Krajewscy przyjmowali w swoim domu przedstawicieli inteligencji. Kontakty te zainspirowały Krajewską do pisania powieści, wierszy, recenzji literackich oraz tłumaczeń.
Punktem zwrotnym w życiu Krajewskiej była śmierć męża w 1881. Początkowo wróciła do zawodu nauczycielki i pracowała w prywatnym gimnazjum prowadzonym przez jej ciotki. Kontynuowała również pisanie powieści. Krajewska, wbrew oczekiwaniu rodziny i ówczesnej normie społecznej, nie wyszła ponownie za mąż. W 1883 wyjechała do Szwajcarii, gdzie dostała się na Uniwersytet w Genewie. Początkowo studiowała fizjologię, zostając pierwszą kobietą w historii tego uniwersytetu, która pełniła rolę asystentki osoby prowadzącej zajęcia. W 1885 przeniosła się na medycynę. Krajewska angażowała się w działalność polskiej diaspory w Szwajcarii, pełniła funkcję przewodniczącej Stowarzyszenia Polskich Studentów.
Egzaminy końcowe zdała w 1891. Rok później uzyskała stopień doktora, a jej dysertacja została uznana za najlepszą spośród obronionych. Nie mogła jednak nostryfikować dyplomu ani praktykować medycyny w Warszawie, dlatego odpowiedziała na ogłoszenie władz Austro-Węgier, które poszukiwały lekarek do pracy w Bośni i Hercegowinie.

### Kariera lekarska

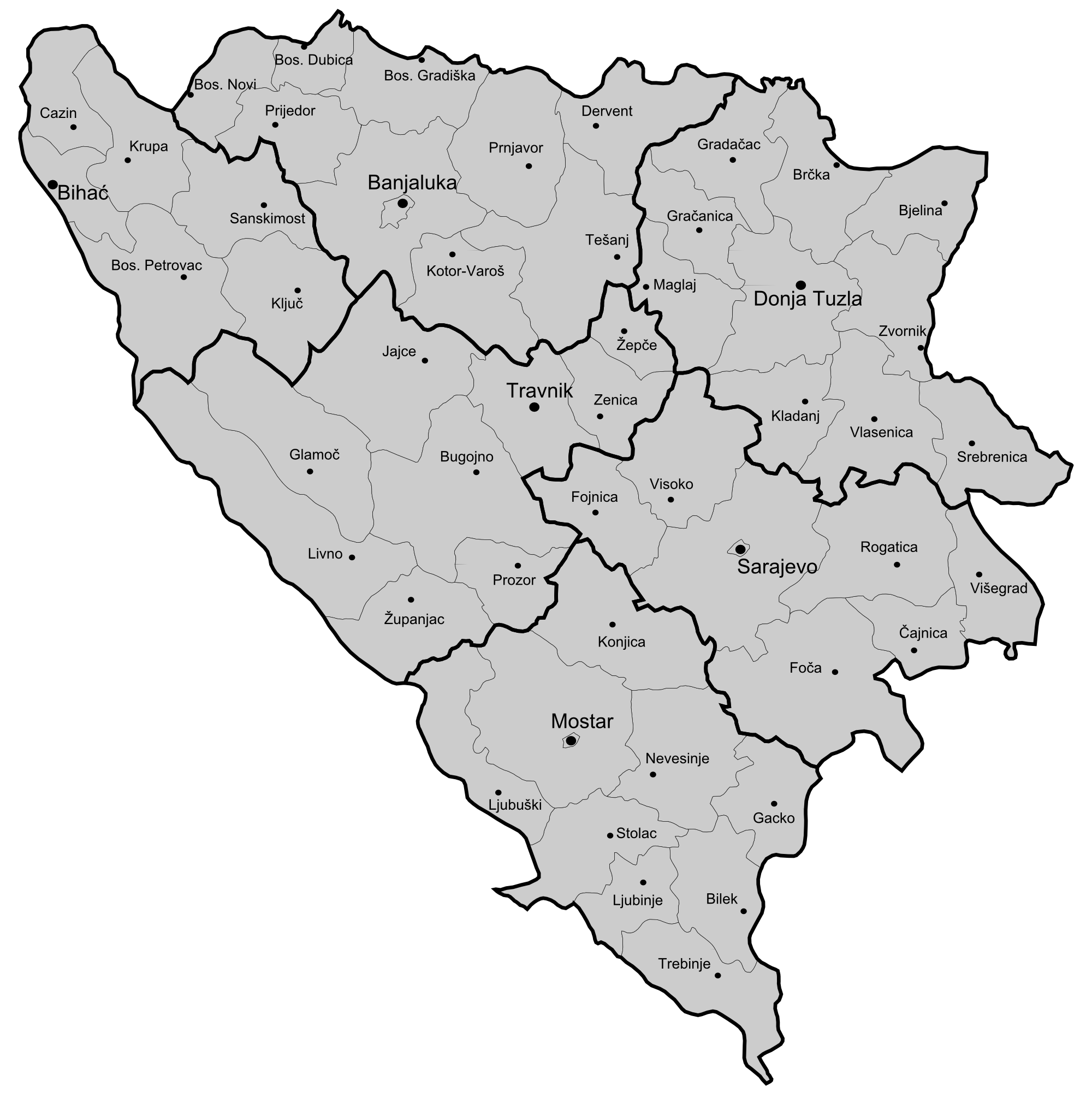
Podział administracyjny BiH od 1895, obwód tuzlański w północno-wschodniej części

W 1892 Teodora Krajewska została mianowana pracowniczką publicznej służby zdrowia (Amtärztin) obwodu tuzlańskiego. Aby móc wykonywać zabiegi położnicze i ginekologiczne, odbyła szkolenie w klinice w Wiedniu. Kobiety w Austro-Węgrzech wówczas nie mogły studiować medycyny ani wykonywać zawodu lekarza, ale czyniono wyjątki, ponieważ muzułmanki w Bośni i Hercegowinie odmawiały leczenia przez mężczyzn. Krajewska była pierwszą kobietą w Bośni, która posiadała gruntowne wykształcenie w tym zakresie. Przed objęciem swojej funkcji otrzymała austro-węgierskie obywatelstwo. Na stanowisku zastąpiła pochodzącą z Czech Annę Bayerovą.
W marcu 1893 Krajewska przybyła do Tuzli, gdzie nauczyła się języka serbsko-chorwackiego. Na wizyty do oddalonych, górskich wiosek jeździła zazwyczaj na kucach; kiedy zimy były zbyt surowe dla koni, poruszała się pieszo. Poza wypełnianiem obowiązków zawodowych wykładała też higienę w seminariach nauczycielskich dla dziewcząt, uczyła dzieci polskie języka polskiego w szkole dla Polaków. Występowała w sprawie zwiększania dostępności edukacji (w tym na poziomie uniwersyteckim) dla kobiet. Zapotrzebowanie na jej usługi było tak duże, że władze Austro-Węgier wkrótce zatrudniły Czeszkę Bohuslavę Kreckovą, która objęła funkcję w Mostarze. Przemawiając podczas Międzynarodowego Kongresu Kobiet w Berlinie (1896), Krajewska broniła kolonializmu, argumentując, że ludność Bośni i Hercegowiny potrzebowała „cywilizacji i postępu z zewnątrz”, narzuconego niejako „z góry”. Kolonialny feminizm, za którym opowiadała się Krajewska, został odrzucony przez austriackie ruchy feministyczne, wyznające bardziej liberalne poglądy.
Krajewska była szczególnie zainteresowana osteomalacją. W 1900 opublikowała na ten temat artykuł, w którym na podstawie 50 przypadków dowodziła, że schorzenie to było rozpowszechnione wśród muzułmanek żyjących w górach w obwodzie tuzlańskim. Krajewska wskazywała, że chrześcijanki nigdy nie cierpiały na to schorzenie. Jako przypuszczalne powody szerzącej się osteomalacji Krajewska wymieniała „wilgotny klimat”, „niedobory słońca”, ubóstwo, niedożywienie, „muzułmańskie zwyczaje” (zwłaszcza wydawanie za mąż dzieci, życie w odosobnieniu, zasłanianie głowy chustą, nadmierne libido muzułmanów, zbyt częste ciąże oraz przedłużający się okres karmienia piersią).
W 1901 Krajewska została przeniesiona do Sarajewa, a jej miejsce w Tuzli zajęła Jadwiga Olszewska. Jako pracowniczka publicznej służby zdrowia obwodu Sarajewo Krajewska regularnie podróżowała do miast Foča, Fojnica, Goražde, Vareš i Visoko. Dodatkowo, poza praktyką lekarską, Krajewska uczyła także w sarajewskich szkołach higieny, dzięki czemu poznała inną nauczycielkę i pisarkę Jagodę Truhelkę, z którą nawiązała bliską przyjaźń. Zaprzyjaźniła się również z rodowitymi Bośniakami, preferując Chorwatów, ale także „postępowych muzułmanów”. Krajewska nie lubiła natomiast Serbów w związku z ich zauważalną rusofilią. Najważniejszą część jej kontaktów stanowili jednak cudzoziemcy, którzy, podobnie jak ona, napłynęli do Bośni i Hercegowiny w czasie rządów Austro-Węgier.

### Emerytura
Po I wojnie światowej, w odróżnieniu od większości należących do lokalnej elity Polaków, Krajewska nie wyjechała do nowo powstałej II Rzeczypospolitej. Jej wzrok pogorszył się w czasie wojny z powodu zaćmy; zabieg chirurgiczny, któremu poddała się w Pradze, nie przyniósł poprawy. W 1922 Krajewska musiała przejść na emeryturę.
Po latach życia w pojedynkę ze swoim kotem Krajewska zdecydowała się opuścić „kraj i ludzi, których znała i kochała”. W 1927 wróciła do Warszawy, stolicy niepodległej już Polski. O ile w Sarajewie Krajewska była jedną z najbardziej znanych i szanowanych osób, to w Warszawie pozostawała anonimowa. Jej siostry i ich dzieci mieszkały w południowej Polsce. W Warszawie Krajewska zajmowała się tłumaczeniem z języków południowosłowiańskich oraz działalnością w Towarzystwie Polsko-Jugosłowiańskim. Poza polskim i serbsko-chorwackim mówiła po francusku, niemiecku i rosyjsku. Mimo wieku i prawie całkowitej ślepoty zdecydowała się jeszcze raz odwiedzić Bośnię i Hercegowinę. Krajewska zmarła 5 września 1935 w Warszawie. Razem z mężem pochowana została na cmentarzu Powązkowskim w Warszawie.

## Pamiętnik
Krajewska pozostawiła po sobie szereg prac. Jej siostrzeniec, Zbigniew Danielak, zredagował i wydał w Polsce w 1989 jej pamiętnik. Został on częściowo przetłumaczony na serbsko-chorwacki przez Marinę Trumić, która zmarła jednak przed zakończeniem tłumaczenia.
Prace Krajewskiej dotyczące jej wrażeń na temat muzułmańskich zwyczajów odzwierciedlają powszechne wtedy stereotypy. Krajewska twierdziła, że muzułmanie z Bośni i Hercegowiny byli mniej inteligentni i mniej cywilizowani niż ich chrześcijańscy rodacy. Oceniając zamieszkujące Bośnię i Hercegowinę narody pod kątem postępowości ich poszczególnych ruchów narodowych, Krajewska klasyfikowała Serbów jako „nadzwyczaj inteligentnych”, Chorwatów jako „przeciętnych”, a muzułmanów jako „zbędny i obcy element”. Prace jej współpracowników z Bośni i Hercegowiny, w tym Bohuslavy Keckovej, przeczą tezom Krajewskiej i odrzucają związek pomiędzy przynależnością religijną a inteligencją.